# 苏尔茨巴赫 (莱茵-兰县)
苏尔茨巴赫（德語：Sulzbach，發音：[ˈzʊltsˌbax] ⓘ）是德国莱茵兰-普法尔茨州莱茵-兰县的市镇，总面积2.22平方千米，2023年12月31日总人口为186人。